# Дмитрієвка (Большеболдинський район)
Дмитрієвка (рос. Дмитриевка) — присілок в Большеболдинському районі Нижньогородської області Російської Федерації.
Населення становить 5 осіб. Входить до складу муніципального утворення Большеболдинська сільрада.

## Історія
Від 2009 року входить до складу муніципального утворення Большеболдинська сільрада.

## Населення
| 1999 | 2002 | 2010 |
| ---- | ---- | ---- |
| 2    | ↗7   | ↘5   |